# Love Don't Cost a Thing (film)
Love Don't Cost a Thing är en amerikansk långfilm från 2003 i regi av Troy Byer Bailey, med Christina Milian och Nick Cannon i rollerna. Filmen är en remake av Can't Buy Me Love från 1987.

## Handling
Christina Milian spelar Paris Morgan, en tjej i 16-årsåldern som är populär i sin skola, hon är rik och får allt hon pekar på. Filmen går ut på att hon ska göra en make-over på Alvin Johnson, en kille som klassas som en tönt. Hon gör om honom från en nobody till en riktigt hunk.

## Rollista
| Christina Milian      | – Paris Morgan     |
| Nick Cannon           | – Alvin Johnson    |
| Steve Harvey          | – Clarence Johnson |
| Al Thompson           | – Ted              |
| Ashley Monique Clark  | – Aretha Johnson   |
| Elimu Nelson          | – Dru Hilton       |
| Russell W. Howard     | – Anthony          |
| Kenan Thompson        | – Walter           |
| Kal Penn              | – Kenneth Warman   |
| Melissa Schuman       | – Zoe Parks        |
| Nichole Robinson      | – Yvonne Freeman   |
| Reagan Gomez-Preston  | – Olivia           |
| Sam Sarpong           | – Kadeem           |
| Vanessa Bell Calloway | – Vivian Johnson   |